# بنیاد پانزده خرداد
بنیاد پانزده خرداد سازمان شبه‌دولتی زیرمجموعه ستاد اجرایی فرمان امام است. این بنیاد یکی از نهادهای خدماتی است که در سال ۱۳۶۰ در پیِ فرمان روح‌الله خمینی با شعار رفع محرومیت و برطرف کردن مشکلات اقتصادی خانواده‌های شهدا، جانبازان و ایثارگران انقلاب اسلامی تشکیل شد. بخشی از صنایع و کارخانه‌های مصادره شدهٔ کارآفرینان در انقلاب ۱۳۵۷ به این بنیاد واگذار شده‌است. در سال ۱۳۶۴ بنیاد پانزده خرداد همچنین مجوز استفاده یا فروش بخشی از اراضی شهری مصادره‌شده را در راستای برطرف نمودن نیازهای طبقات محروم و مستمند جامعه و تأمین مسکن و ایجاد اشتغال برای نیازمندانی که تحت پوشش این سازمان هستند، به دست آورد. این بنیاد یکی از نهادهای انقلابی نظام جمهوری اسلامی و از سازمان‌های زیر نظر رهبر جمهوری اسلامی می‌باشد.

## تاریخچه
بنیاد پانزده خرداد یکی از سازمان‌های زیرنظر رهبر جمهوری اسلامی و از نهادهای انقلابی نظام جمهوری اسلامی ایران است. این بنیاد برای خدمت‌رسانی به خانواده کشتگان تظاهرات ۱۵ خرداد ۱۳۴۲ است که روز دستگیر شدن روح‌الله خمینی توسط حکومت پهلوی است. این بنیاد بودجه دولتی نداشته و سرمایه اولیه آن از وجوهات شرعی مانند اموال مصادره‌ای که خمینی به آن اختصاص داده بود، تأمین می‌شد. این بنیاد با در اختیار داشتن شماری از واحدهای تولیدی و تعاونی‌های مصادره شده در اوایل انقلاب، بودجهٔ مورد نیاز خود را تأمین کرده و می‌کند. در واقع این بنیاد، مکمل بنیاد شهید انقلاب اسلامی بود و وظایفی چون تولید و توزیع کالا بین قشرها ایثارگر جامعه را برعهده داشت و در کنار آن به فعالیت‌هایی چون: ایجاد انجمن فرهنگی ـ ادبی پانزده خرداد، جمع‌آوری اسناد و مدارک قیام پانزده خرداد ۱۳۴۲، برگزاری بزرگداشت پانزده خرداد، تأسیس‌ سدّ پانزده‌ خرداد و تأمین‌ آب‌ آشامیدنی‌ شهرستان‌ قم‌ را مدیریت می‌کرد.
در دهه ۶۰، بیش از ۲ هزار مدرسه و حدود ۱۰۰۰ خانه بهداشت در مناطق محروم توسط بنیاد پانزده خرداد ایجاد یا بازسازی شد.

## مدیران
این بنیاد، پس از تأسیس، تحت سرپرستی هیئتی منصوب از طرف روح‌الله خمینی اداره می‌شد که یکی از اعضای آن هیئت حبیب‌الله عسگراولادی بود. در تیر ۱۳۶۲ خمینی جهت ادارهٔ بهتر این بنیاد، حسن صانعی را به سمت سرپرستی بنیاد منصوب کرد.
همچنین این بنیاد در سال ۱۳۹۹ به دستور بیت رهبری به ستاد اجرایی فرمان امام واگذار گردید، حسن صانعی از سمت خود کناره گیری نمود و سید عبدالله ارجائی مدیرعامل جدید بنیاد شد. در شهریور ۱۴۰۰ و پس از انتخاب ارجائی به عنوان شهردار مشهد  حمیدرضا علیان‌زادگان به عنوان رئیس این بنیاد منصوب شد.

## نهادهای تحت پوشش
این بنیاد مالکیت مجموعه‌ای از اموال و کارخانه‌های مصادره شده در اوایل انقلاب را در دست دارد. نهادها و شرکتهای بسیاری از جمله گروه صنعتی سپنتا (و ۷ شرکت زیرمجموعه‌اش) تولیدکننده لوله و پروفیل فولادی، شرکت صنایع فلزی ایران در صنایع فولادی، شرکت پاکینه‌شوی (تولیدکننده مواد شوینده و بهداشتی) و شرکت تولی‌پرس، شرکت تولید دارو و شرکت غذایی کیوان بسیاری از شرکتهای بزرگ و متوسط دیگر، زیر نظر این بنیاد به فعالیت خود ادامه می‌دهند. از جملهٔ آنها عبارتند از: معدنی سجاد، نوآور، توسعه باغات سبز و صنایع جانبی، صنعتی و سرمایه‌گذاری سپنتا (صنعتی سپنتا)، صنعتی و تولیدی آلومرول، گروه صنعتی نقش ایران، دفتر خدمات مسافرتی ایرانتور (ایران تور)، شیمی دارویی ریحانه اصفهان، تولیدات پتروشیمی قائد بصیر، مؤسسه صندوق قرض الحسنه ایسار بنیاد، بازرگانی تعاهد وحدت، سرمایه‌گذاری البرز، کارخانجات پارس ماشین، کشت و صنعت پیاذر، لاله‌های خرداد (کشت و صنعت لاله‌های ۱۵ خرداد)، تجارتی پایور ایران، افشره، کی.بی. سی، کامپیوتر البرز، تکنو صنایع، پخش البرز، البرز دارو، ایران دارو، مهنام، ویتانا، تولید فرآورده‌های شیمیائی ایران، تولیدی سولفاتیک، تولیدی سولفات شاهد اراک، داروسازی سبحان، فرآورده‌های شیمی درمانی سبحان، صنایع بسته‌بندی البرز.
بنیاد ۱۵ خرداد در بیستمین نمایشگاه بین‌المللی بازرگانی تهران (۱۳۷۳) در قالب شرکت تجارتی پایور ایران در نمایشگاه حضور یافت. این بنیاد ۱۵ شرکت تجاری را تحت پوشش خود دارد. عمده‌ترین اقلام صادراتی شرکت تجارتی پایور ایران، پودرهای پاک کننده و دارو ذکر شده‌است. این شرکت در شهریور ماه ۱۳۷۳ یک میلیون و۳۵۰ هزار دلار پودر به کشورهای حوزه خلیج فارس و جمهوریهای تازه استقلال یافته از شوروی سابق صادر کرده‌است.

## نهاد خدماتی
بنیاد ۱۵ خرداد (۱۳۶۰)، سومین نهاد خدماتی پس از تشکیل «کمیته امداد امام خمینی» (تأسیس در تاریخ: ۱۴ اسفند ۱۳۵۷) و همچنین «بنیاد شهید انقلاب اسلامی» (تأسیس در تاریخ: ۲۲ اسفند ۱۳۵۸) محسوب می‌گردد و از سویی، جزو مکمل‌های فعالیت‌های این دو نهاد برشمرده می‌شود.

## اقدامات

### سامانه جامع خدمات
در تاریخ ۸ تیرماه ۱۴۰۰ از سامانه جامع خدمات بنیاد ۱۵ خرداد رونمایی شد.
این سامانه به منظور پارچه سازی خدمات بنیاد پانزده خرداد برای اقشار کم برخوردار از سنین کودکی تا بزرگسالی طراحی شده است.
اعطای تسهیلات قرض‌الحسنه و بلاعوض به زوج های نابارور، توزیع ویلچر و تجهیزات توانبخشی برای کودکان معلول زیر ۱۲ سال، با همکاری بهزیستی و خیرین، غربالگری نابینایی و بینایی، تأمین عینک و عصا، احداث خوابگاه‌های دانشجویی، حمایت از خانواده‌های دارای فرزند سه‌قلو به بالا و ارائه بسته‌های حمایتی از خدمات و اهداف این سامانه است.

### فرزندآوری و جمعیت
فعالیت در حوزه فرزندآوری و افزایش جمعیت، همانند: کمک به درمان ناباروری ۱۰ هزار زوج جوان، کمک به درمان کودکان دارای مشکل شنوایی و حمایت از تولد فرزند چهارم (باشگاه +۳) از فعالیت‌های دوره جدید می‌باشد. به گفتهٔ مصطفی سید هاشمی، رئیس هیئت مدیره بنیاد ۱۵ خرداد، تا تاریخ ۸ تیر ۱۴۰۰ از ۶ هزار و ۵۰۰ زوج نابارور حمایت و ۸۰۰ نوزاد به دنیا آمده‌اند. از دیگر اقدامات بنیاد ۱۵ خرداد، حمایت از خانواده‌های صاحب فرزندان سه قلو و چهارقلو و بالاتر می‌باشد.

### خدمات معیشتی و اقتصادی
از جمله اقدامات این بنیاد می‌توان به ارائه خدمات معیشتی و اقتصادی به جامعه هدف با تأسیس بیش از ۲۰۰ شعبه بنیاد در سراسر کشور و تأمین مایحتاج آنان به خصوص در زمینه کالاهای اساسی با نازلترین قیمت و در بسیاری از موارد به صورت بلاعوض و کمک به ویژه در طول جنگ ایران و عراق؛ تأسیس سد عظیم پانزده خرداد (بزرگ‌ترین سد خاکی ایران) به امر خمینی برای تأمین آب شرب و کشاورزی شهر قم و روستاهای اطراف، احداث تعداد ۳۰۰۰ باب مدرسه در مناطق محروم و روستایی کشور، احداث صدها باب خانه بهداشت در مناطق محروم و ایجاد ساختمان دانشگاه و کتابخانه و جاده و خوابگاه دانشجویی واحدهای بزرگ و متوسط صنعتی در حوزه‌های پتروشیمی و دارویی و همچنین ایجاد و احداث باغها و احداث مجتمع‌های کشاورزی اشاره کرد. در زمستان ۱۳۹۴ با توجه به مشکلات زندگی و تحصیلی دانشجویان دختر و آسیب‌های متعددی که متوجه آنان بود، طرحی شامل ساخت و بهره‌برداری از مجموعه خوابگاه‌های دانشجویی دخترانه توسط این بنیاد کلید خورد. این طرح، شامل حدود ۱۵ خوابگاه دانشجویی دخترانه با ظرفیت بیش از ۴۰۰۰ تخت خوابگاهی در مناطق کمتر برخوردار کشور با تأمین اعتبار به میزان بیش از ۲۰۰ میلیارد تومان در حال احداث می‌باشد.

### حوزه سلامت
از دیگر اقدامات این بنیاد، فعالیت در حوزه سلامت همانند «حمایت از بیماران صعب‌العلاج و مبتلا به سرطان»؛ و همچنین گردآوری و انتشار کتاب «پانزده خرداد، شصت سال بعد» (با مشارکت سازمان اسناد و کتابخانه ملی)، انتشار ده‌ها آثار، از جمله تالیفی بنام «طلایه» و دیگر فعالیتها است.

### جایزه برای ترور سلمان رشدی
اعلام جایزه چند میلیون دلاری برای قتل سلمان رشدی در پی انتشار بیانیه‌ای برای محکوم کردن دست‌اندرکاران فیلمی که به اعتقاد مسلمانان، به محمد اهانت داشت، از جمله اقدامات این بنیاد در دوران مدیریت صانعی است.

## تحریم‌های بین‌المللی
- وزارت خزانه‌داری ایالات متحده آمریکا در ۶ آبان ۱۴۰۱ بنیاد ۱۵ خرداد را به‌دلیل تشویق به ترور سلمان رشدی، نویسنده هندی‌تبار بریتانیایی-آمریکایی، از طریقِ تعیین جایزه، تحت تحریم قرار داد.[۳۳]